# Apomecyna leucostictica
Apomecyna leucostictica là một loài bọ cánh cứng trong họ Cerambycidae.